# Championnat d'Écosse de football de troisième division
La Scottish League One constitue le troisième niveau du Championnat d'Écosse de football et est organisé par la Scottish Professional Football League.

## Organisation
Il regroupe 10 équipes s'affrontant quatre fois, soit un total de 36 journées. Le premier du classement général final est promu en Championship, les trois suivants ainsi que le 9e (avant-dernier) de la division supérieure s'affrontent en match de play-offs, le vainqueur de la finale monte ou reste aussi en League One, et à l'inverse les deux derniers du classement sont relégués en League Two.

## Palmarès
- 1976 : Clydebank FC
- 1977 : Stirling Albion
- 1978 : Clyde
- 1979 : Berwick Rangers
- 1980 : Falkirk FC
- 1981 : Queen's Park
- 1982 : Clyde
- 1983 : Brechin City
- 1984 : Forfar Athletic
- 1985 : Montrose FC
- 1986 : Dunfermline Athletic
- 1987 : Meadowbank Thistle
- 1988 : Ayr United
- 1989 : Albion Rovers
- 1990 : Brechin City
- 1991 : Stirling Albion
- 1992 : Dumbarton FC
- 1993 : Clyde
- 1994 : Stranraer FC
- 1995 : Greenock Morton FC
- 1996 : Stirling Albion
- 1997 : Ayr United
- 1998 : Stranraer FC
- 1999 : Livingston FC
- 2000 : Clyde
- 2001 : Partick Thistle
- 2002 : Queen of the South
- 2003 : Raith Rovers
- 2004 : Airdrie United
- 2005 : Brechin City
- 2006 : Gretna FC
- 2007 : Greenock Morton FC
- 2008 : Ross County
- 2009 : Raith Rovers
- 2010 : Stirling Albion
- 2011 : Livingston FC
- 2012 : Cowdenbeath FC
- 2013 : Queen of the South
- 2014 : Rangers
- 2015 : Greenock Morton FC
- 2016 : Dunfermline Athletic
- 2017 : Livingston FC
- 2018 : Ayr United
- 2019 : Arbroath
- 2020 : Raith Rovers
- 2021 : Partick Thistle
- 2022 : Cove Rangers
- 2023 : Dunfermline
- 2024 : Falkirk